# Stazione di Castellanza
La stazione di Castellanza è una stazione ferroviaria della ferrovia Saronno-Novara, a servizio della città di Castellanza. Si trova nel territorio comunale di Busto Arsizio.

## Storia
In seguito alla decisione di interrare la tratta ferroviaria che attraversava la città di Castellanza, fu necessario sostituire la vecchia stazione, posta sulla tratta destinata all'abbandono.
Per evitare i costi elevati di una stazione sotterranea, fu deciso di costruire la nuova stazione al termine del tratto sotterraneo, ad ovest della città, in territorio di Busto Arsizio, vicino a dove i binari sottopassano la linea Domodossola-Milano.
La nuova stazione fu attivata nel 2010, in contemporanea con l'attivazione del nuovo tracciato sotterraneo. Inizialmente semplice fermata, fu innalzata al rango di stazione il 31 luglio dello stesso anno.

## Strutture e impianti
La stazione, gestita da Ferrovienord, dispone di tre binari, di cui il primo ed il secondo sono di corretto tracciato. Il terzo binario è collegato con la stazione di Busto Arsizio di RFI, tuttavia il raccordo non è mai stato attivato, dunque è inutilizzabile.

## Movimento
La stazione è servita dai treni regionali in servizio sulla tratta Milano–Saronno–Novara da Milano Cadorna e Milano–Saronno–Malpensa da Milano Centrale.